# Chriodes asperatus
Chriodes asperatus là một loài tò vò trong họ Ichneumonidae.